# The Walking Dead (videohra)
The Walking Dead je epizodická adventura založená na komiksové sérii The Walking Dead (česky Živí mrtví) Roberta Kirkmana. Hra byla vyvinuta společností Telltale Games a její vydání bylo původně naplánováno na závěrečné měsíce roku 2011, ale byla odložena na rok 2012 kvůli dodatečnému vývoji. Hra se skládá z pěti epizod, vydaných během dubna až listopadu 2012. Videohra je dostupná pro Xbox 360, PlayStation 3, Microsoft Windows, iOS, OS X a PlayStation Vita, PlayStation 4, Xbox One, Xbox Series S, Nintendo Switch, Android, iOS, Kindle Fire HDX a Ouya.
Hra se odehrává ve stejném fiktivním světě jako její komiksová předloha a sleduje události krátce po propuknutí zombie apokalypsy ve městě Georgia, avšak většina postav je ve hře originální a v komiksu se neobjevuje. Hlavní postavou je za vraždu obviněný univerzitní profesor Lee Everett, který se snaží ochránit a pečovat o mladou dívku Clementine.
Kirkman na vývoj příběhu dohlížel, aby se ujistil, že bude v souladu s původním tónem komiksu, ale dal Telltale patřičnou volnost.
Z komiksové předlohy se ve hře objeví tři postavy: Hershel Green, Shawn Green a Glenn Rhee.

## Epizody

### Hlavní hra
| Číslo | Název                 | Datum vydání       |
| ----- | --------------------- | ------------------ |
| 1     | "A New Day"           | 24. dubna 2012     |
| 2     | "Starved for Help"    | 27. června 2012    |
| 3     | "Long Road Ahead"     | 28. srpna 2012     |
| 4     | "Around Every Corner" | 9. října 2012      |
| 5     | "No Time Left"        | 20. listopadu 2012 |

### DLC
| Číslo | Název      | Datum vydání     |
| ----- | ---------- | ---------------- |
| 1     | "400 Days" | 2. července 2013 |